# Saskatoon City Park (circonscription saskatchewanaise)
Pour les articles homonymes, voir Saskatoon (homonymie).
Circonscription électorale provinciale du Canada
Saskatoon City Park (initialement Saskatoon City Park-University) est une ancienne circonscription électorale provinciale de la Saskatchewan au Canada. Elle est représentée à l'Assemblée législative de la Saskatchewan de 1967 à 1975.

## Liste des députés
| Parlement                                     | Années                                        | Député                                        | Député                                        | Parti                                         |
| Saskatoon City Park-University                | Saskatoon City Park-University                | Saskatoon City Park-University                | Saskatoon City Park-University                | Saskatoon City Park-University                |
| Nouvelle circonscription, voir Saskatoon City | Nouvelle circonscription, voir Saskatoon City | Nouvelle circonscription, voir Saskatoon City | Nouvelle circonscription, voir Saskatoon City | Nouvelle circonscription, voir Saskatoon City |
| --------------------------------------------- | --------------------------------------------- | --------------------------------------------- | --------------------------------------------- | --------------------------------------------- |
| 16e                                           | 1967–1971                                     |                                               | Joseph Jeffrey Charlebois (en)                | Libéral                                       |
| Saskatoon City Park                           |                                               |                                               |                                               |                                               |
| 17e                                           | 1971–1975                                     |                                               | Beverly Milton Dyck                           | Néo-démocrate                                 |
| Circonscription abolie, voir Saskatoon-Centre |                                               |                                               |                                               |                                               |